# Sokhulu & Partners
Sokhulu & Partners é uma série de televisão sul-africana de drama jurídico produzida pela Paw Paw Films para SABC1. A série é baseada em casos reais na África do Sul com um toque dramático. A primeira temporada foi dirigida por Thabang Moleya e Nurma Ann Dippenaar e a segunda temporada por Natalie Haarhoff. Estrelando Melusi Yeni, Thami Africa e Linda Sokhulu nos papeis principais. A série recebeu uma nomeação ao 37th International Emmy Awards na categoria melhor drama, mas perdeu a estatueta para dinamarquesa The Protectors.